# Springende hertshooigalmug
De springende hertshooigalmug (Contarinia hyperici) is een muggensoort uit de familie van de galmuggen (Cecidomyiidae). De wetenschappelijke naam van de soort is voor het eerst geldig gepubliceerd in 1952 door Barnes.